# Kapciuhi
Koptyush är en by i Belarus. Den ligger i den norra delen av landet, 230 km norr om huvudstaden Minsk. Koptyush ligger 142 meter över havet och antalet invånare är 2.

## Natur och klimat
Terrängen runt Koptyush är mycket platt. Runt Koptyush är det ganska glesbefolkat, med 26 invånare per kvadratkilometer.. Närmaste större samhälle är Rasony, 15,5 km nordväst om Koptyush. 
I omgivningarna runt Koptyush växer i huvudsak blandskog.